# ケルクアン
ケルクアンは、北東チュニジアのボン岬の近くにあったカルタゴの都市である。

## 概要
このフェニキア人（カルタゴ人）の都市は、第一次ポエニ戦争（紀元前264年 - 紀元前241年）の間に放棄されたと見られており、ローマ人によって再建されなかった。この街は、ほぼ400年間存在した。
一部分が破壊されるにとどまったことで、あまり一般には知られていないものの、ケルクアンは古代カルタゴの最良の遺跡になった。発掘の結果、この遺跡が、紀元前4世紀から紀元前3世紀のものであることが明らかになっている。
建物の配置がはっきり分かる遺跡のここかしこに多くの家の壁が残されている。またファサード上の有色の粘土も数々残っている。個々の家は、緻密な都市計画に基づいて標準化されている。
聖壇には柱列が設けられており、また、小さな中庭にはモザイクが見られる。単純なモザイクの縁石、ドアステップ、敷居、床は、至る所にある。現在も、考古学者はケルクアンの発掘を行っている。しかし、最良の部分はすでに発掘済であると考えられている。
ケルクアンは、カルタゴ、ハドルメトゥム（Hadrumetum、現代のスース）およびウティカ（Utica）と共に、最も重要なフェニキア人の都市のうちの1つであった。

## 観点
ユネスコは、1985年にケルクアンの古代カルタゴの町とその墓地遺跡を、現存する唯一のフェニキア人・カルタゴ人都市の遺跡と判断し、世界遺産に登録した。

## ギャラリー

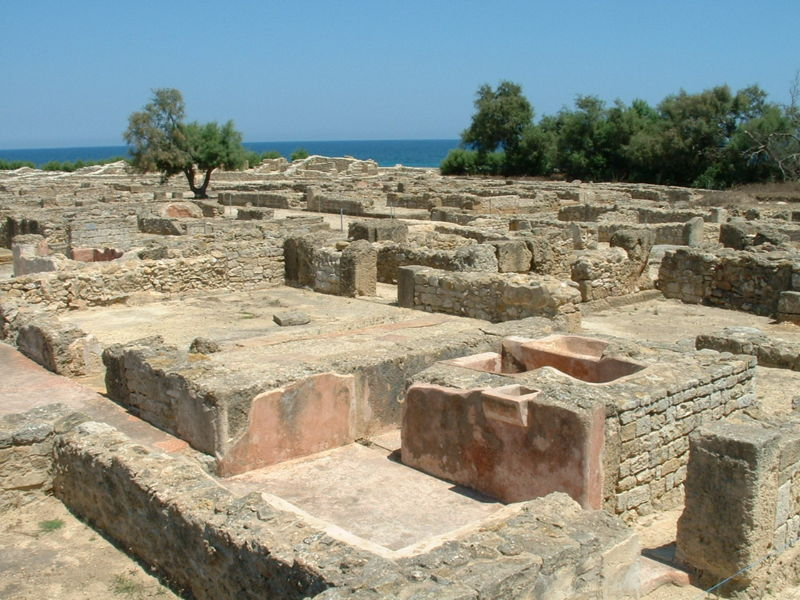
町の風景、バスタブ、流し
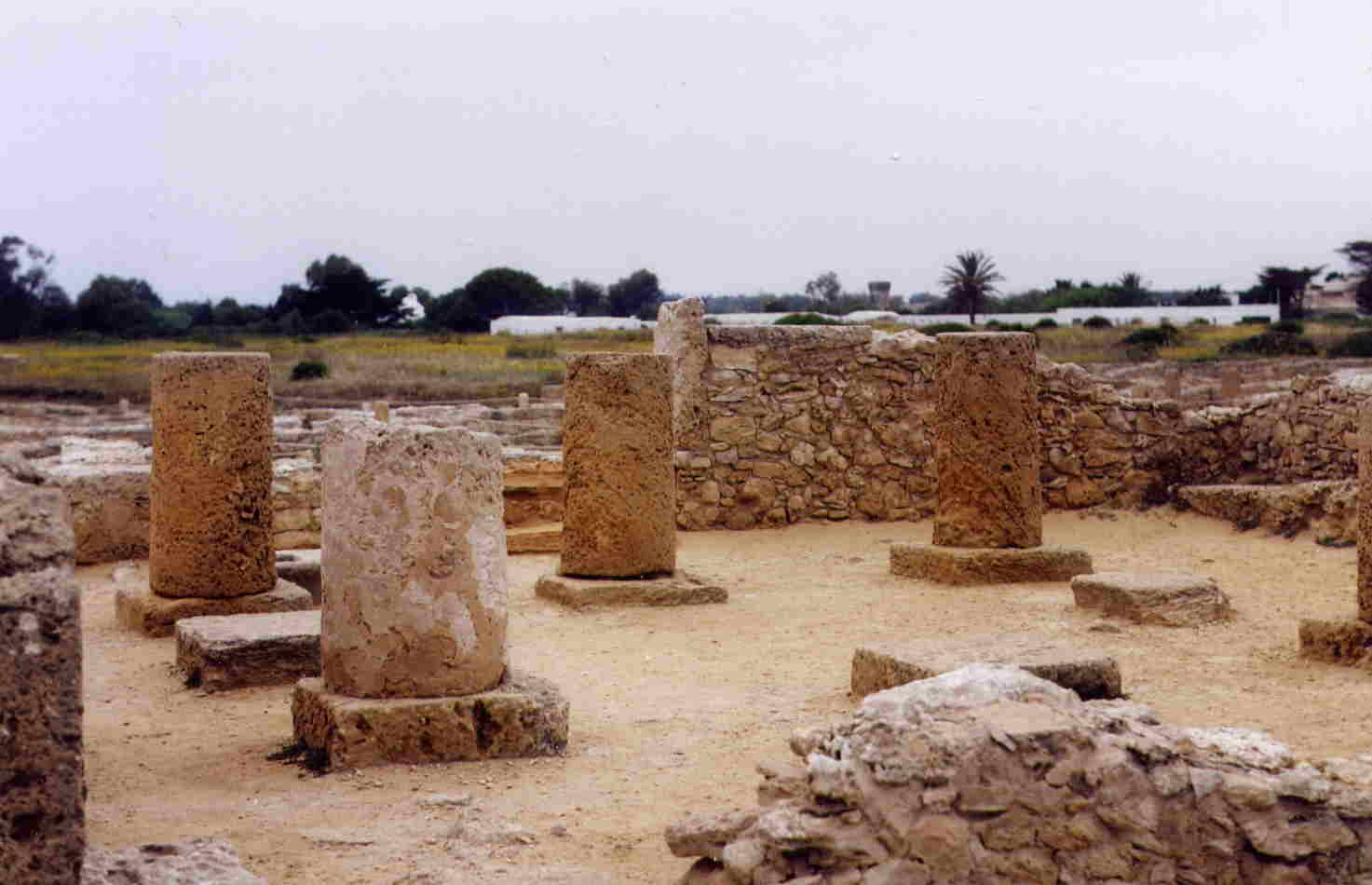
住居
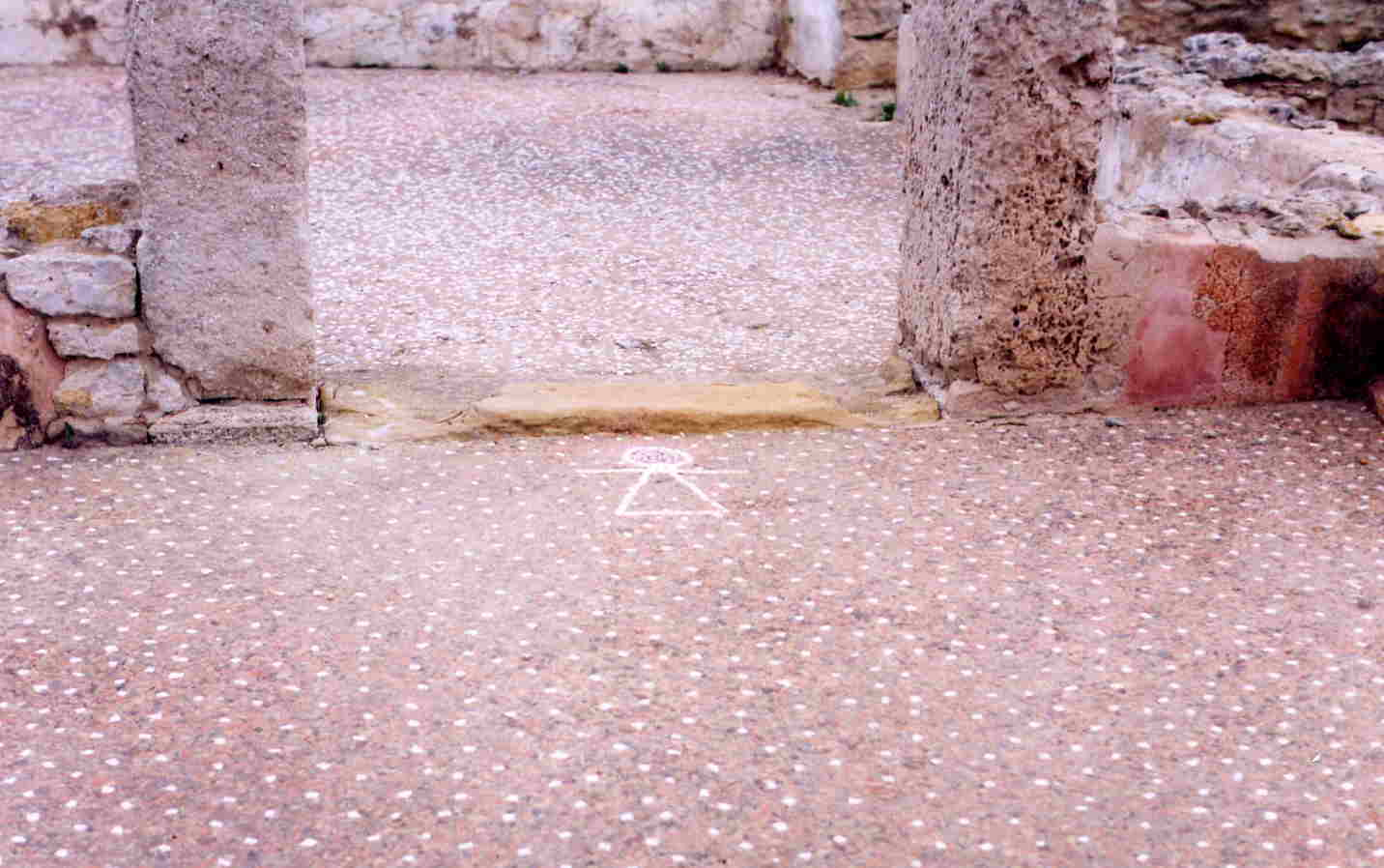
住居のタイルの床
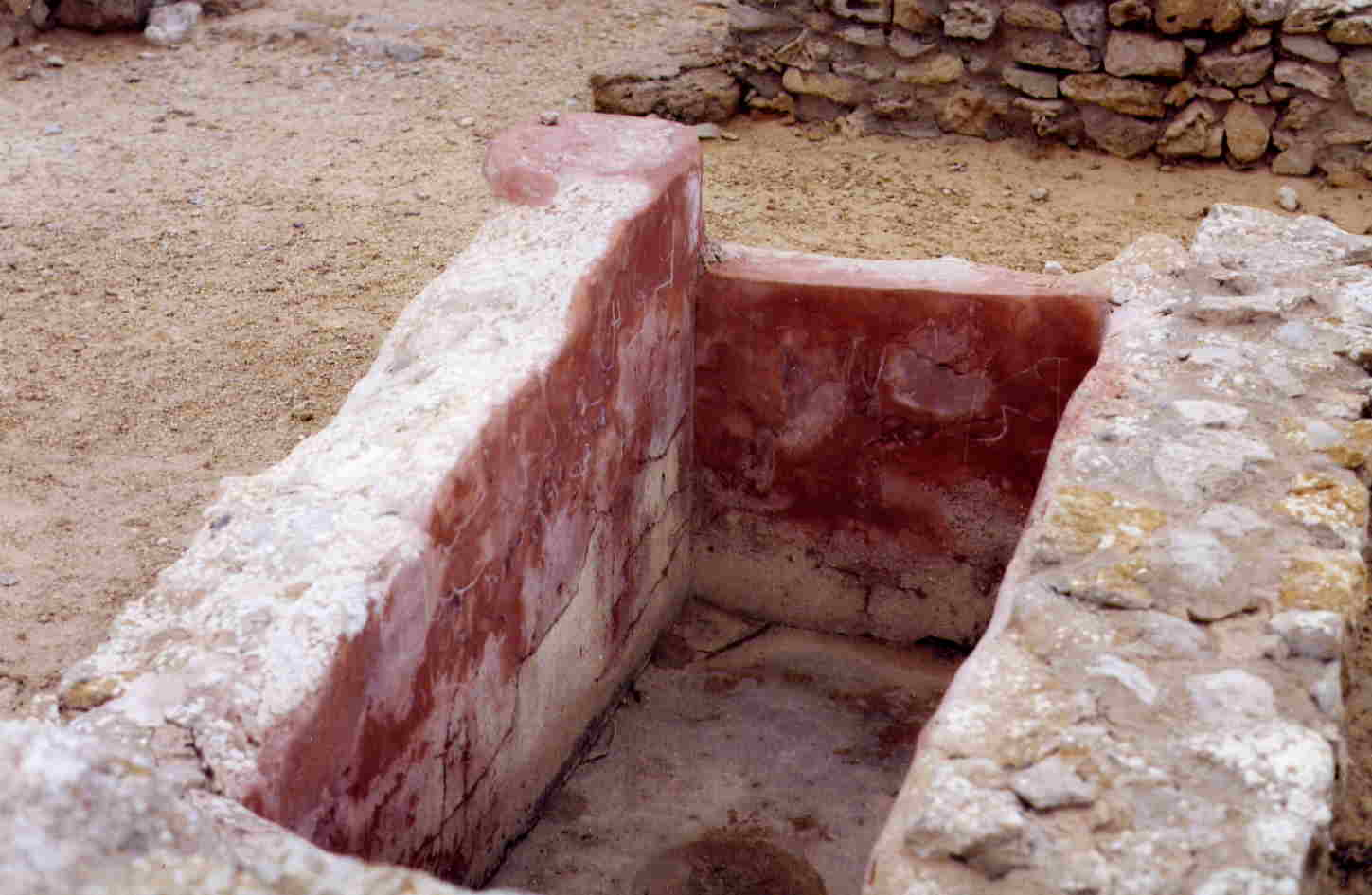
浴室
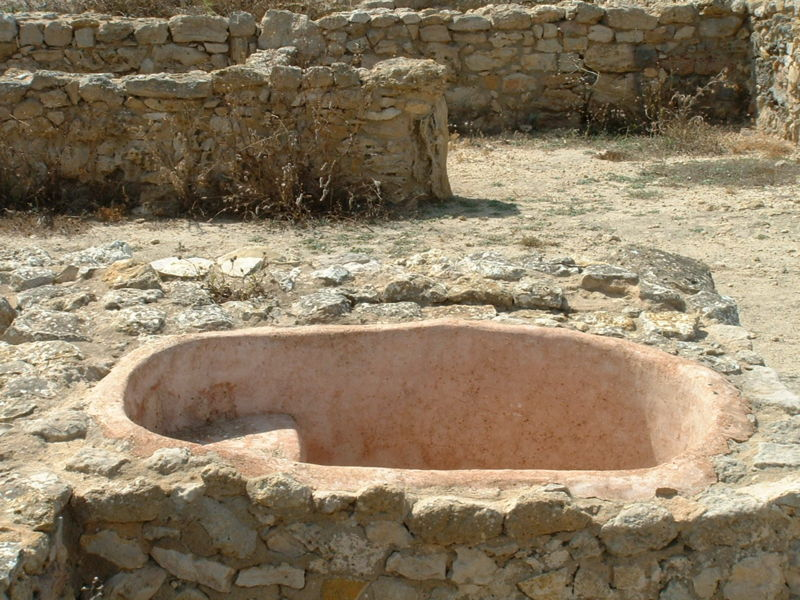
バスタブ